# James L. Farmer, Jr.
Pour les articles homonymes, voir Farmer.
James Leonard Farmer, Jr., né le 12 janvier 1920 à Marshall et mort le 9 juillet 1999 à Fredericksburg, est un militant politique du mouvement américain pour les droits civiques et un théoricien de l'action non violente,,,,.
Il est l'un des cofondateurs du Congress of Racial Equality (CORE) en 1942 et l'initiateur de la Freedom Ride de 1961.